# Unione Sportiva Avellino 1966-1967
Questa voce raccoglie le informazioni riguardanti l'Unione Sportiva Avellino nelle competizioni ufficiali della stagione 1966-1967.

## Rosa
| N. |                   | Ruolo | Calciatore\|               |
| -- | ----------------- | ----- | -------------------------- |
|    | Italia (bandiera) | P     | Alberto Recchia            |
|    | Italia (bandiera) | P     | Remigio Trulla             |
|    | Italia (bandiera) | D     | Giampaolo Bagagli          |
|    | Italia (bandiera) | D     | Claudio Cattonar           |
|    | Italia (bandiera) | D     | Ezio Paparelli             |
|    | Italia (bandiera) | D     | Giuliano Pez               |
|    | Italia (bandiera) | D     | Alfio Riti (vice capitano) |
|    | Italia (bandiera) | D     | Giancarlo Versolato        |
|    | Italia (bandiera) | C     | Stefano Forastieri         |
|    | Italia (bandiera) | C     | Giovanni Fracon            |

| N. |                      | Ruolo | Calciatore             |
| -- | -------------------- | ----- | ---------------------- |
|    | Italia (bandiera)    | C     | Igino Gasparini        |
|    | Italia (bandiera)    | C     | Lino Ghirardello       |
|    | Italia (bandiera)    | C     | Ferdinando Giacometti  |
|    | Italia (bandiera)    | C     | Renzo Selmo (capitano) |
|    | Italia (bandiera)    | A     | Bruno Abbatini         |
|    | Argentina (bandiera) | A     | José Alberti           |
|    | Italia (bandiera)    | A     | Valter Bronzini        |
|    | Italia (bandiera)    | A     | Fortunato Cesero       |
|    | Italia (bandiera)    | A     | Augusto Ive            |